# Provincia de Franz Tamayo
La provincia de Franz Tamayo es una provincia de Bolivia, ubicada en el departamento de La Paz. Tiene como capital provincial a Apolo, limita al norte con la provincia de Iturralde y al sur con las provincias de Larecaja, Bautista Saavedra y Sud Yungas.
Se caracteriza por su diversidad ecológica y también por su clima húmedo y caluroso. Cuenta con una población de 27.088 habitantes (según el Censo INE 2012), y un área de 15.900 km².

## Historia

### Época colonial
En los años 1560, durante la colonización española de América, el procurador andaluz, Diego Alemán, organizó una expedición que partió desde la ciudad de La Paz hacia las tierras bajas al norte. Fue así que fue el primer español en llegar al río Amarumayo (hoy río Madre de Dios), pasando por el territorio de la actual provincia de Franz Tamayo.

### Época republicana
Poco después de la declaración de independencia de Bolivia, la provincia de Franz Tamayo fue nombrada inicialmente como la provincia de Caupolicán por el libertador Simón Bolívar, por decreto supremo del 23 de enero de 1826. Esta provincia abarcaba geográficamente las actuales provincias de Franz Tamayo, Iturralde y la provincia de Madre de Dios, qué se extendía hasta el río Beni del actual departamento de Pando, al norte.

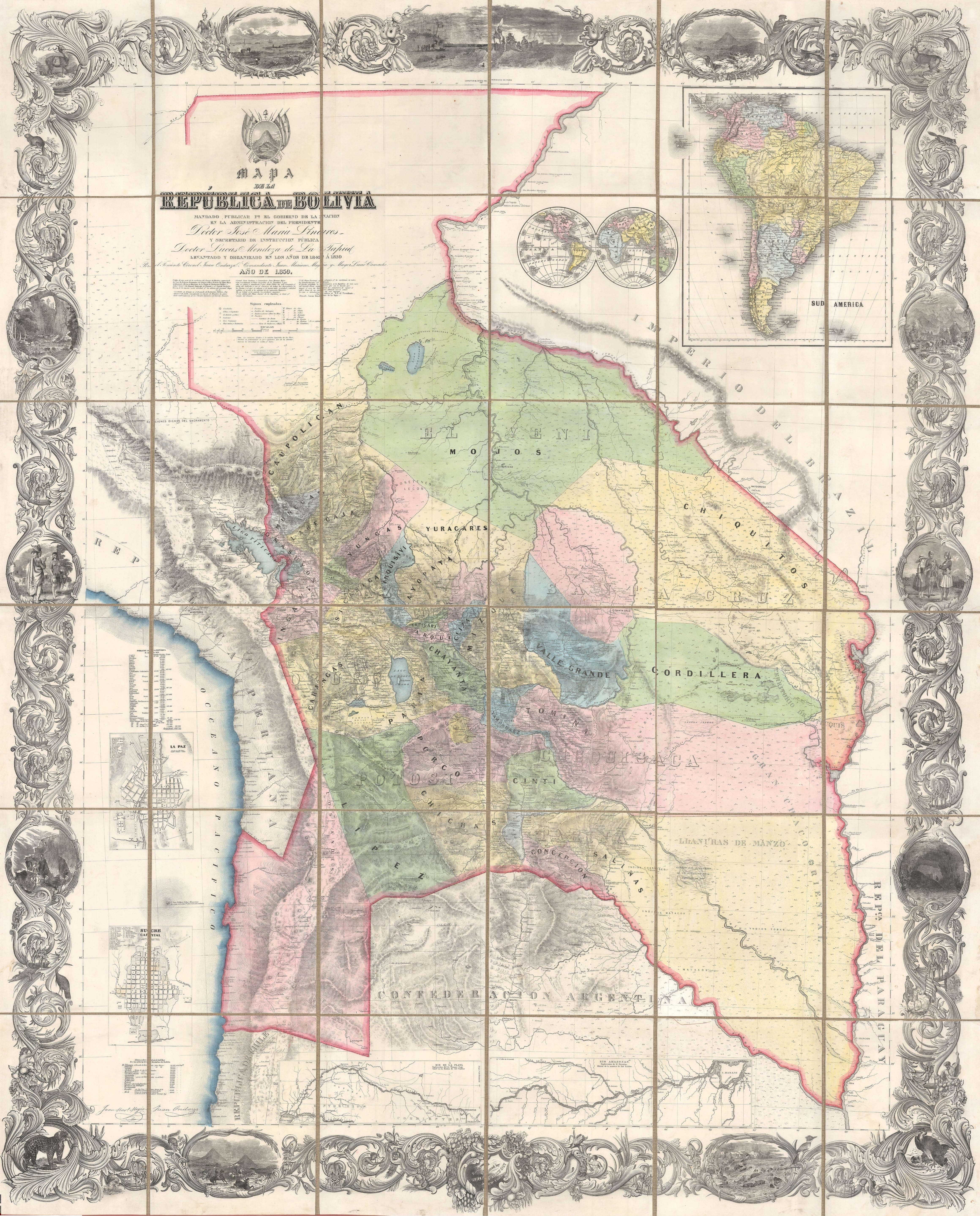
Segundo mapa oficial de Bolivia, 1859.

A principios del siglo XIX el Museo Nacional de Historia Natural de París organizó una expedición a Sudamérica, liderada por el naturalista Alcide d'Orbigny y acompañado por su compatriota Francois Rossignon. Este último exploró la provincia de Caupolicán y aportó considerablemente como taxidermista al trabajo de investigación de d'Orbigny, sobre todo en su obra Descripción geográfica, histórica y estadística de Bolivia (1845).
A mediados del siglo XIX, la provincia de Caupolicán comprendía dos partidos. El denominado partido Grande, ubicado en el sur, incluía los pueblos y cantones de Suches, Pelechuco, Pata, Mojos, Inmaculada Concepción de Apolo, Santa Cruz del Valle Ameno y Atén. En el norte, estaba el partido Chico, también conocido como cantones del interior, con los núcleos de San José de Uchupiamonas, Tumupasa, Ixiamas y el más distante territorio misionero de Cavinas, resultantes sobre todo de actividad religiosa franciscana.
En numerosas ocasiones se intentó cambiar el nombre de la provincia sin logros algunos, hasta que el 20 de noviembre de 1967, durante el gobierno de René Barrientos Ortuño, la Cámara de Diputados aprobó la Ley N. 354 de la misma fecha, para cambiar el antiguo nombre por la del escritor boliviano Franz Tamayo. Este nombre fue dado por sugerencia del diputado de Puerto Acosta, Daniel Delgado Cuevas, en el que la provincia de Franz Tamayo recibe el nombre en reconocimiento de Franz Tamayo (1879-1956), escritor y político boliviano.

## División administrativa
La provincia de Franz Tamayo está dividida administrativamente en 2 municipios:
| Municipios de la Provincia | Capital   |
| -------------------------- | --------- |
| Municipio de Apolo         | Apolo     |
| Municipio de Pelechuco     | Pelechuco |

## Demografía
De acuerdo con el censo boliviano de 2024, la población de la provincia de Franz Tamayo es de 28 040 habitantes.
La población de la provincia ha aumentado en más de la mitad en las últimas tres décadas: 
| Año  | Habitantes | Fuente                  |
| ---- | ---------- | ----------------------- |
| 1992 | 17 619     | Censo boliviano de 1992 |
| 2001 | 18 386     | Censo boliviano de 2001 |
| 2012 | 27 088     | Censo boliviano de 2012 |
| 2024 | 28 040     | Censo boliviano de 2024 |

### Población por municipios
El municipio que más ha crecido porcentualmente en población fue el municipio de Apolo. Su crecimiento hasta 2019 es de 70,1 % (desde 1992). El crecimiento de Apolo se encuentra por encima del crecimiento promedio de la provincia y del promedio del departamento, aunque todavía sigue por debajo del promedio nacional. 
| Población Histórica de los Municipios de la Provincia Franz Tamayo | Población Histórica de los Municipios de la Provincia Franz Tamayo | Población Histórica de los Municipios de la Provincia Franz Tamayo | Población Histórica de los Municipios de la Provincia Franz Tamayo | Población Histórica de los Municipios de la Provincia Franz Tamayo | Población Histórica de los Municipios de la Provincia Franz Tamayo |
| Municipio                                                          | Censo de Población de 1992                                         | Censo de Población de 2001                                         | Censo de Población de 2012                                         | Proyección Estimada 2022                                           | Crecimiento Poblacional (1992-2022)                                |
| ------------------------------------------------------------------ | ------------------------------------------------------------------ | ------------------------------------------------------------------ | ------------------------------------------------------------------ | ------------------------------------------------------------------ | ------------------------------------------------------------------ |
| Municipio de Apolo                                                 | 12 877                                                             | 13 271                                                             | 20 308                                                             | 17 423                                                             | 35,3 %                                                             |
| Municipio de Pelechuco                                             | 4 742                                                              | 5 115                                                              | 6 780                                                              | 7 444                                                              | 56,9 %                                                             |
| TOTAL Provincia Franz Tamayo                                       | 17 619                                                             | 18 386                                                             | 27 088                                                             | 24 867                                                             | 41,1 %                                                             |
| Departamento de La Paz                                             | 1 900 786                                                          | 2 350 466                                                          | 2 719 344                                                          | 3 051 947                                                          | 60,5 %                                                             |
| Bolivia                                                            | 6 420 792                                                          | 8 274 325                                                          | 10 059 856                                                         | 12 006 031                                                         | 86,9 %                                                             |

### Subgobernadores
| Subgobernador/a de la Provincia Franz Tamayo | Designado/a por el Gobernador | Periodo como Subgobernador o Subgobernadora       | Duración en el Cargo      | Referencias   |
| -------------------------------------------- | ----------------------------- | ------------------------------------------------- | ------------------------- | ------------- |
| María Luz Bascopé Jiménez                    | Félix Patzi Paco              | 19 de junio de 2015 - 13 de enero de 2017         | 1 año, 6 meses y 24 días  | [ 13 ]        |
| Graciano Coqueño Salazar                     | Félix Patzi Paco              | 13 de enero de 2017 - 4 de diciembre de 2018      | 1 año, 10 meses y 22 días | [ 14 ] [ 15 ] |
| Ángel Mamani Ponce                           | Félix Patzi Paco              | 4 de diciembre de 2018 - 28 de septiembre de 2019 | 9 meses y 24 días         | [ 16 ]        |
| Hernán Leonardo Salas Lucía                  | Félix Patzi Paco              | 16 de enero de 2020 - 3 de mayo de 2021           | 1 año, 3 meses y 18 días  |               |
| Adelio Edwin Ortiz                           | Santos Quispe Quispe          | 7 de junio de 2021 - 11 de abril de 2022          | 10 meses y 4 días         |               |
| Genoveva Espinoza Bascopé                    | Santos Quispe Quispe          | 11 de abril de 2022 - 30 de junio de 2022         | 2 meses y 19 días         |               |
| René Mamani Córdoba                          | Santos Quispe Quispe          | 3 de octubre de 2022-presente                     | 2 años, 7 meses y 20 días |               |